# توتسک
توتسک یک روستا در ایران است که در دهستان عربخانه واقع شده‌است. توتسک ۱۴۸ نفر جمعیت دارد.